# Panca (pesistica)

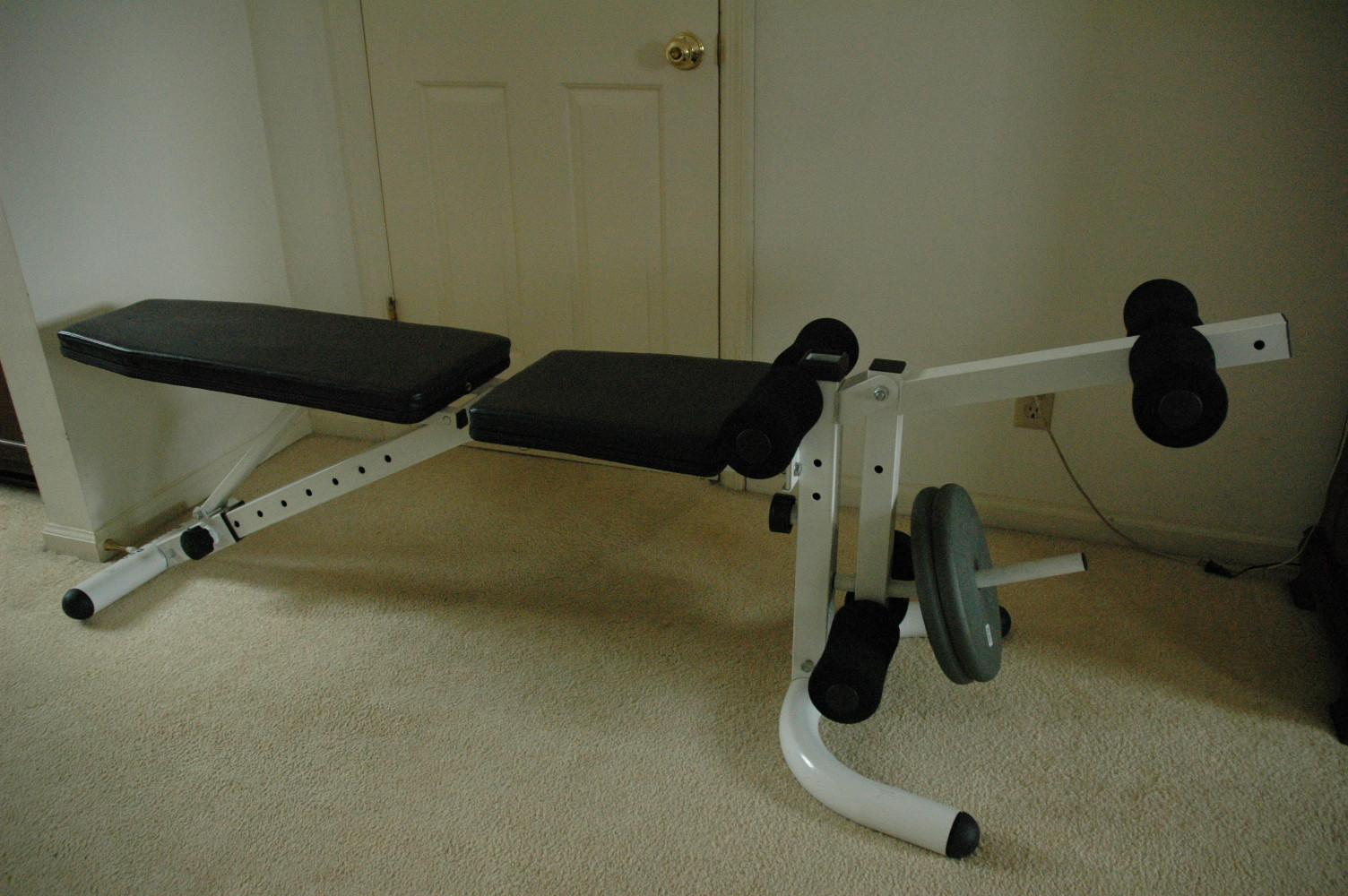
Un modello semplice di panca

Una panca è uno strumento progettato per l'allenamento in palestra e con cui è possibile allenare diversi tipi di muscoli. La panca è un banco di allenamento con i pesi molto simile ad una semplice panca (per esempio quella del parco) ma è stata progetta per essere utilizzata all'interno di una palestra. Possiede una struttura in acciaio stabile lunga di solito 120 cm.
La panca può essere messa in diverse posizioni: orizzontale, inclinata o ad altezza regolabile a seconda dell'uso.
Esistono diversi tipi di panche che variano in base al fornitore, e quindi possono variare in base alla qualità, alle caratteristiche e al prezzo. La panca da body building si sceglie in funzione dell'utilizzo.

## Alternative
Alcuni esercizi che vengono eseguiti usando una panca possono essere fatti anche senza utilizzarla: per esempio alcuni esercizi possono essere fatti restando semplicemente in piedi.
Infatti prima dell'invenzione della panca gli allenamenti venivano effettuati ugualmente, come per esempio per lavorare i pettorali ci si sdraiava sul pavimento, però oggi la panca viene usata perché assicura un allenamento migliore ed è quindi diventata un oggetto indispensabile.

## Tipi di panca
Esistono diversi tipi di panche:

### Panca piana
La panca piana è lunga 1,22 m, larga dai 29 a 31 cm, ha una distanza da terra che va dai 41 ai 46 cm, con una distanza tra gli appoggi di 1,15 m. Ha un telaio in acciaio e la superficie della panca è realizzata di solito in pelle sintetica. Una buona panca deve essere in grado di sopportare un peso massimo di 250 kg (incluso peso corporeo).
L'esercizio della panca piana nel body building è quella più comune e quindi è considerata una priorità perché permette di sviluppare i muscoli pettorali. Gli esercizi effettuati sulla panca piana sono considerati dei veri e propri movimenti atletici perché devono essere eseguiti in modo preciso. Un'esecuzione sbagliata produce seri problemi.

#### Vantaggi ed utilizzo
La panca piana è adatta per tutti e non solo per gli uomini o per i body builders con la possibilità di allenare i pettorali, tricipiti, spalle e gambe attraverso:
- i piegamenti: Con un manubrio nella mano destra, l'atleta deve stare a sinistra della panca, poggiare il ginocchio destro e la mano sinistra sulla panca e mantenere fianchi e spalle parallele alla base della stessa (schiena e collo devono essere sempre dritti). Poi deve allungare il gomito destro in modo da portare il manubrio in basso sul lato destro della panca. Deve poi piegare il gomito e portarlo verso l'alto, cioè verso il petto e deve poi ripetere l'esercizio anche dall'altra parte;
- saltare sulla panca: L'atleta deve stare di fronte a un lato della panca in piedi con i piedi divaricati alla larghezza delle spalle e deve allungare il ginocchio in modo da raggiungere una posizione eretta e deve portare il ginocchio destro all'altezza delle anche. Alla fine deve ritornare a terra nella posizione di partenza con le mani sui fianchi, rilasciando il piede destro e deve poi ripetere il tutto sul lato opposto. Questo esercizio serve per allenare le gambe;
- flessioni per tricipiti: L'atleta deve sedersi su un lato della panca e poggiare lì i palmi della mano. Con le braccia tese e le gambe dritte in avanti Per svolgere l'esercizio deve spostare il busto in avanti verso il vuoto e deve scendere flettendo i gomiti e la parte superiore del braccio deve essere parallela al suolo. Alla fine deve ritornare nella posizione di partenza risalendo però senza estendere completamente i gomiti.[2]

### Panca regolabile
Una panca regolabile è modificabile, quindi permette di eseguire diversi esercizi e di essere regolata per come serve. Deve avere un'inclinazione dello schienale di fino a 90° con 4 regolazioni dell'inclinazione seduta.

### Panca olimpica
Una panca olimpica è considerata una panca professionale, infatti permette di fare un allenamento del petto completo e ideale soprattutto per eseguire gli allenamenti in casa.

### Panca pieghevole
La panca pieghevole è consigliata per l'uso domestico in quanto è poco ingombrante. Permette di allenare tutti i tipi di muscoli e quindi di conseguenza di fare numerosi esercizi. Ogni tipo di panca pieghevole ha diverse caratteristiche e quindi ne esistono diversi modelli, così da scegliere quello più conveniente per l'uso che se ne deve fare.

#### Caratteristiche
Una panca pieghevole deve avere una buona stabilità perché permette di svolgere una comoda sessione di allenamento e quindi è buona cosa controllare i materiali di cui è fatta. É necessaria sceglierla anche in base alle opzioni disponibili, perché consente di compiere diversi esercizi in diverse posizioni.

### Panca per addome
Si tratta di una panca che viene utilizzata per allenare l'addome. Queste panche possono avere una posizione piana, inclinata o alzata.

#### Panca inclinata
La panca inclinata è un attrezzo sportivo versatile sulla quale è possibile svolgere diversi esercizi accompagnati da altri attrezzi, come manubri, bilanciere o pesi. La panca è fatta da un piano sul quale ci si può sdraiare durante l'esercizio, infatti basta inclinare questo piano in base alla difficoltà dell'esercizio e ai gradi che si desiderano impostare. Durante gli esercizi maggiore è l'inclinazione e quindi maggiore sarà lo sforzo che viene spostato sulle spalle. La panca inclinata è adatta ad allenare i muscoli della parte superiore del nostro corpo. 
L'atleta deve distendersi su una panca inclinata con la testa nella parte alta e le gambe nella parte inferiore. Afferrare i bordi della panca ad altezza della testa e sollevare le gambe distese, deve poi sollevare i piedi fino a sopra la nuca alzando però il fondo schiena che accompagna il movimento. Poi deve tornare nella posizione di partenza, cioè con le gambe sopra il ventre e non poggiate sulla panca. Un'altra variante è quella di fare il contrario, cioè con le gambe nella parte alta e la testa nella parte bassa. Deve posizionare le gambe e i piedi nei manubri presenti nella panca per reggersi e portare il busto verso l'alto come dei semplici addominali e poi ritornare nella posizione di partenza.

### Preacher Curl Bench
La Preacher Curl Bench è anche chiamata panca Scott ed è l'attrezzo migliore per sviluppare i bicipiti in maniera efficace. La panca scott prende il nome da Larry Scott. Ha un'inclinazione di 30° e consente quindi di stendere totalmente il braccio durante lo svolgimento degli esercizi. Un vantaggio di questo strumento è dato proprio dalla sua inclinazione che facilita di isolare al meglio la parte che si allena, cioè i bicipiti senza sforzare nient'altro.

#### Caratteristiche
Ha una dimensione di 94x91x84 cm, è fatta in acciaio ed ha il supporto (regolabile) per il bilanciere e per le braccia.